# Castillo de Fuencubierta
El castillo de Fuencubierta se sitúa junto a la carretera entre Torredonjimeno e Higuera de Calatrava, en la provincia de Jaén, comunidad autónoma de Andalucía, España. Se trata de un castillo rural, situado sobre una loma en el entorno del cortijo de Fuencubierta, con una potente Torre del homenaje. Está declarado Bien de Interés Cultural, conforme al decreto de 22 de abril de 1949 y la Ley 16/1985 sobre el Patrimonio Histórico Español.
Se trata de obra de época cristiana, posiblemente de comienzos del siglo XIV, con obra preciosista y repleta de detalles, como se ve en el balcón situado en fachada. Existen también un túmulo y vestigios de un muro ciclópeo, de época prerromana ibérica, que sirve de cimiento a la torre.
En su momento debió ser una aldea poblada, puesto que aparece en una lista de iglesias de la diócesis de Córdoba, fechada en 1260.